# Георг Дерффель
Георг Дерффель (нім. Georg Dörffel; 27 липня 1914, Ренгерсдорф — 26 травня 1944, Рим) — німецький льотчик-ас штурмової авіації, оберстлейтенант люфтваффе. Кавалер Лицарського хреста Залізного хреста з дубовим листям.

## Біографія
В 1935 році вступив в 22-у піхотному полку. В 1937 році переведений в люфтваффе. Після закінчення авіаційного училища направлений в бомбардувальну авіацію, але потім був переведений в 2-у (штурмову) групу 2-ї навчальної ескадри. Учасник Польської і Французької кампаній. З жовтня 1940 року — командир 5-ї (штурмової) ескадрильї 2-ї навчальної ескадри, якою керував під час Балканської кампанії та Німецько-радянської війни. З 11 червня 1943 року — командир 1-ї групи 1-ї ескадри підтримки сухопутних військ. З 18 жовтня 1943 року — командир 4-ї ескадри підтримки сухопутних військ, дислокованої в Північній Італії. Учасник боїв в районі Анціо і Монте-Кассіно, де його ескадра зазнала тяжких втрат. Під час бою літак Дерффеля був збитий американськими винищувачами; всі члени екіпажу загинули.
Всього за час бойових дій здійснив 1004 бойові вильоти і збив 30 літаків.

## Звання
- Фанен-юнкер (1935)
- Фенріх (1936)
- Оберфенріх (1937)
- Лейтенант (1938)
- Оберлейтенант (1940)
- Гауптман (1943)
- Майор (1944)
- Оберстлейтенант (1944, посмертно)

## Нагороди
- Нагрудний знак пілота (12 квітня 1937)
- Медаль «За вислугу років у Вермахті» 4-го класу (4 роки)
- Залізний хрест 2-го і 1-го класу (21 травня 1940) — отримав 2 нагороди одночасно.
- Авіаційна планка бомбардувальника в золоті з підвіскою «1000»
  - в бронзі (30 червня 1941)
  - в сріблі (15 серпня 1941)
  - в золоті (10 лютого 1943)
  - підвіска (жовтень 1943)
- Лицарський хрест Залізного хреста з дубовим листям
  - лицарський хрест (21 серпня 1941)
  - дубове листя (№231; 14 квітня 1943)
- Почесний Кубок Люфтваффе (10 лютого 1942)
- Німецький хрест в золоті (17 червня 1942)
- Медаль «За зимову кампанію на Сході 1941/42» (6 серпня 1942)
- Нагрудний знак «За поранення» в чорному